# Вілланова-дель-Геббо
Вілланова-дель-Геббо, Вілланова-дель-Ґеббо (італ. Villanova del Ghebbo, вен. Viłanova del Ghebbo) — муніципалітет в Італії, у регіоні Венето,  провінція Ровіго.
Вілланова-дель-Геббо розташована на відстані близько 360 км на північ від Рима, 70 км на південний захід від Венеції, 11 км на захід від Ровіго.
Населення — 2064 особи (2014).

## Демографія
Населення за роками:

Станом на 1 січня 2023 року в муніципалітеті офіційно проживали 322 іноземці з 17 країн, серед них 42 громадяни країн Євросоюзу та 8 громадян України.

## Сусідні муніципалітети
- Коста-ді-Ровіго
- Фратта-Полезіне
- Лендінара
- Лузія
- Ровіго